# Bärenpark (Spiel)
Bärenpark ist ein Brettspiel des australischen Spieleautors Phil Walker-Harding. Das Spiel für zwei bis vier Spieler ab zehn Jahren ist im Jahr 2017 beim Spieleverlag Lookout Games erschienen und wurde im gleichen Jahr mit dem österreichischen Spielepreis Spiel der Spiele ausgezeichnet. Es handelt sich um ein Legespiel, bei dem die Spieler einen Bärenzoo errichten und damit möglichst viele Punkte erreichen müssen. Der Legemechanismus ist dabei vergleichbar mit dem von Spielen wie Cottage Garden und Patchwork von Uwe Rosenberg.

## Spielweise
Das Spiel behandelt thematisch den Aufbau eines Bärenparks mit verschiedenen Landschaftsteilen und Bärengehegen. Diese Teile sind so genannte Polyominos, also Flächen, die aus mehreren zusammenhängenden Quadraten bestehen. Durch die Platzierung dieser Elemente erhalten die Spieler die Möglichkeit, weitere Teile zu bekommen und so ihren Park weiter auszubauen. Über den Ausbau des Parks erhalten die Spieler Punkte und Gewinner ist der Spieler, der am Ende des Spiels die meisten Siegpunkte hat.
Das Spielmaterial besteht neben der Spieleanleitung aus:
- 16 Parkgeländen, davon vier mit Eingangsbereich,
- einem Vorratsplan als Ablage für Grünanlagen, Tierhäuser und Außengehege,
- 52 Plättchen mit Grünanlagen (Imbissbuden, Toiletten, Spielplätzen und Wasserwegen),
- 28 Plättchen mit Tierhäusern und 12 Außengehegen für Eisbären, Pandas, Koalas und Gobibären,
- 16 Bärenstatuen
- 30 Auftragsplättchen

### Vorbereitungen
Zu Beginn des Spiels werden die Plättchen für die Grünanlagen, Tierhäuser und Außengehege auf dem Vorratsplan verteilt und jeder Spieler bekommt ein Parkgelände mit einem Eingangsbereich. Die Bärenstatuen werden in der Reihenfolge der Nummerierung neben dem Vorratsplan gelegt. Die Anzahl der ausgelegten Plättchen und der Bärenstatuen richtet sich dabei nach der Anzahl der Mitspieler. Die 12 Parkgelände ohne Eingang werden in zwei Stapeln zu je sechs Parkgeländen so bereitgelegt, dass nur das jeweils oberste Gelände sichtbar ist. Die Spieler legen ihre Parkgelände vor sich ab, danach wird ein Startspieler bestimmt. Dieser bekommt eine Toilette, der zweite und dritte Spieler im Uhrzeigersinn erhalten jeweils einen Spielplatz und der vierte ein Imbissbuden-Plättchen (bei drei Spielern bekommt der dritte Spieler ein Imbissbuden-Plättchen statt eines Spielplatzes).

### Spielverlauf
Die Spieler spielen in Runden beginnend mit dem Startspieler, danach reihum im Uhrzeigersinn. Das Spiel endet, wenn ein Spieler das letzte mögliche Plättchen auf seinem vierten Landschaftsteil platziert hat. Pro Spielzug kann ein Spieler jeweils ein Plättchen auslegen und danach die Symbole auswerten, die er mit diesem überdeckt hat. Gelingt es ihm, ein Landschaftsteil mit Ausnahme der Baugrube zu vervollständigen, nimmt er eine Bärenstatue und platziert diese auf der Grube.
Zum Auslegen eines Plättchens darf ein Spieler dies beliebig drehen und auch umdrehen. Das Plättchen muss passend auf die Felder des Parks gelegt werden, es darf weder überstehen noch mit anderen Plättchen überlappen, darf jedoch über mehrere Landschaftsteil reichen. Es muss an ein bereits liegendes Plättchen angrenzen und das aufgedruckte Grubenfeld darf nicht abgedeckt werden. Wenn das Plättchen abgelegt wurde, werden die dadurch abgedeckten Symbole ausgewertet:
- die Schubkarre erlaubt es dem Spieler, ein Grünanlagen-Plättchen zu nehmen,
- der Betonmischer erlaubt es dem Spieler, das jeweils oberste Tierhäuser-Plättchen eines Stapels zu nehmen,
- der Bagger erlaubt es dem Spieler, ein beliebiges Außengehege-Plättchen zu nehmen
- der Bautrupp erlaubt es dem Spieler, eines der beiden oben liegenden Landschaftsteile zu nehmen und an seine bereits ausliegende Landschaft anzulegen. Das Teil muss bündig angelegt werden und darf nicht tiefer als der Eingang liegen, die Symbole müssen richtig herum abgebildet sein. Jeder Spieler darf maximal vier Landschaftsteile besitzen.

Wenn ein Spieler nach dem Auslegen eines Plättchens ein Landschaftsteil mit Ausnahme der Baugrube bedeckt und damit abgeschlossen hat, nimmt er sich die Bärenstatue mit dem höchsten Wert und deckt damit das Grubenloch ab. Kann ein Spieler in seiner Runde kein Plättchen legen, muss er passen und bekommt eine Grünanlage nach Wahl, die in den Vorrat gelegt wird und erst in der nächsten Runde genutzt werden kann.

### Spielende und Wertung
Das Spiel endet, sobald ein Spieler alle vier seiner Parkgelände abgeschlossen hat. Dann ist jeder Spieler noch einmal an der Reihe und das Spiel endet. Zur Wertung werden alle Punkte der Gehege und der Bärenstatuen addiert, Gewinner wird der Spieler mit der höchsten Gesamtsumme. Bei einem Gleichstand entscheidet die Summe der Werte auf den Plättchen, die sich noch im Vorrat der Spieler befindet und bei einem erneuten Gleichstand gibt es mehrere Gewinner.

### Variante mit Auftragsplättchen
Für erfahrene Spieler wird eine Variante des Spiels mit den im Spiel enthaltenen Auftragsplättchen empfohlen. Hierfür werden vor dem Spiel drei der zehn Sorten von Auftragskarten ausgewählt und mit dem höchsten Wert nach oben als jeweils offener Kartenstapel neben den Spielplan gelegt. Ein Spieler, der im Spiel die darauf geforderte Aufgabe erfüllt, kann sich die oberste der ausliegenden Karten nehmen und bekommt die Punkte bei der Endwertung hinzu. Ein Spieler darf dabei von jeder Sorte nur maximal ein Plättchen nehmen.

## Rezeption und Bewertung
Bärenpark wurde von dem australischen Spieleautor Phil Walker-Harding entwickelt und 2017 beim Spieleverlag Lookout Games veröffentlicht. Im gleichen Jahr wurde er beim österreichischen Spielepreis Spiel der Spiele mit dem Hauptpreis ausgezeichnet. Das Spiel erschien 2017 zudem in einer englischsprachigen, einer polnischen und portugiesischen Version für den brasilianischen Markt. Kurz nach der Veröffentlichung wurde ein Fehler in der Grafik identifiziert und vom Verlag korrigiert.
Das Spiel wurde auch in diversen Rezensionen überwiegend positiv besprochen. In der Spieledatenbank BoardGameGeek verzeichnete Bärenpark ein Rating von durchschnittlich 7,4 (von 10) bei etwa 930 Bewertungen (Stand Juli 2017). Das Portal brettspielbox.de bewertete das Spiel mit 8,5 von 10 Punkten und betonte vor allem, dass es „locker leicht zu spielen“ ist und „sich dabei in den unterschiedlichen Ausprägungen für Familien- und Kennerspielern“ eignet.

## Belege
1. 1 2 3 4 5 6 7  Spieleanleitung Bärenpark bei Lookout Games; abgerufen am 23. Juli 2017.
2. ↑  Versions von Imhotep in der Spieledatenbank BoardGameGeek (englisch); abgerufen am 23. Juli 2017.
3. ↑  Blame the Koala; Print & Play Version, Korrektur durch Lookout Games; abgerufen am 23. Juli 2017.
4. ↑  Ratings & Comments für Bärenpark in der Spieledatenbank BoardGameGeek (englisch); abgerufen am 23. Juli 2017.
5. ↑  Bärenpark auf brettspielbox.de, 4. Juni 2017; abgerufen am 23. Juli 2017.